# بيت غونزاليس
بيت غونزاليس (بالإنجليزية: Pete Gonzalez)‏ هو لاعب كرة قدم أمريكية أمريكي، ولد في 4 يوليو 1974 في ميامي في الولايات المتحدة.